# Moszczanka (gmina)
Moszczanka (1945–46 Długomosty) – dawna gmina wiejska istniejąca w latach 1945–1954 w woj. śląskim i woj. opolskim (dzisiejsze woj. opolskie). Siedzibą władz gminy była Moszczanka.
Gmina zbiorowa Długomosty powstała po II wojnie światowej (w grudniu 1945) w powiecie prudnickim na terenie tzw. Ziem Odzyskanych (tzw. I okręg administracyjny – Śląsk Opolski), powierzonym 18 marca 1945 administracji wojewody śląskiego, a z dniem 28 czerwca 1946 przyłączonym do woj. śląskiego (śląsko-dąbrowskiego).
Według stanu z 1 stycznia 1946 gmina składała się z 6 gromad: Długomosty, Dębniki, Florianów, Łąka, Szybowice i Zwierzyniec. 6 lipca 1950 zmieniono nazwę woj. śląskiego na katowickie; równocześnie gmina Moszczanka wraz z całym powiatem prudnickim weszła w skład nowo utworzonego woj. opolskiego.
Według stanu z 1 lipca 1952 gmina składała się z 6 gromad: Dębowiec (Dębniki), Łąka Prudnicka, Moszczanka, Pokrzywna, Szybowice i Wierzbiec. Gmina została zniesiona 29 września 1954 wraz z reformą wprowadzającą gromady w miejsce gmin. Jednostki nie przywrócono 1 stycznia 1973 wraz z kolejną reformą reaktywującą gminy.